# Andreï Makine
Andreï Makine (en russe : Андрей Ярославович Макин, Andreï Yaroslavovitch Makine), né le 10 septembre 1957 à Divnogorsk, est un écrivain russe naturalisé français. Il est membre depuis 2016 de l'Académie française, dont il fut le benjamin jusqu'à l'élection de François Sureau (né 9 jours après lui).

## Biographie

### Jeunesse en Union soviétique
Andreï Makine est né à Divnogorsk, en Sibérie le 10 septembre 1957. Dès l’âge de quatre ans, il devient bilingue grâce à une vieille dame française qui s'occupe de lui ; elle est nommée Charlotte Lemonnier et présentée comme la grand-mère du narrateur dans le roman autofictif Le Testament français. La famille s'installe à Penza, puis à Novgorod.
Durant une scolarité erratique, et notamment à partir de l’école primaire, il étudie le français.
Il étudie à l'université de Kalinine, rédige une thèse de doctorat sur la littérature française contemporaine intitulée « Roman sur l'enfance dans la littérature française contemporaine (des années 70-80) » à l’université de Moscou, et enseigne la philologie à l'Institut pédagogique de Novgorod, où il collabore à la revue Littérature moderne à l'étranger.

### Vie en France
En 1987, à trente ans, il s'installe clandestinement à Paris puis demande l’asile politique, qu'il obtient. Il mène d'abord une vie précaire, qu'il décrit comme un « désespoir permanent ». Il est d'abord assistant de russe au lycée Jacques-Decour, puis dépose une thèse de doctorat sur Ivan Bounine — intitulée La Prose de I.A. Bounine : la poétique de la nostalgie — à la Sorbonne. Il enseigne à l'Institut d'études politiques de Paris et envisage une carrière universitaire en littérature slave.
Son premier roman, La Fille d’un héros de l’Union soviétique, paru en 1990, est le point de départ d'une carrière littéraire avec le français comme langue d'écriture. En 1992, il fait paraître les Confessions d'un porte-drapeau déchu. Il ne peut faire paraître ces deux romans qu'en les présentant comme traduits du russe, respectivement par « Françoise Bour » et « Albert Lemonnier » (en fait deux hétéronymes de l'auteur),,.
Il obtient en 1995 les prix Goncourt, Goncourt des lycéens et Médicis pour son roman Le Testament français.
L'obtention du Goncourt lui vaut, entre autres, d'obtenir la nationalité française en 1996, ce qui lui avait été précédemment refusé à plusieurs reprises à partir de 1991 malgré le soutien de personnalités politiques comme Roselyne Bachelot. A ce sujet, il déclare « C'était humiliant pour moi, qui suis imprégné de culture française. Mais je ne veux pas me plaindre. Je n'avais pas de domicile ni de travail fixes. Ils avaient sans doute raison ».
En 2011, il révèle qu'il a publié des romans sous le pseudonyme de Gabriel Osmonde. Il justifie l'usage du pseudonyme en déclarant « Rester dans la posture d'un nanti de la littérature ne m'intéressait pas. J'ai voulu créer quelqu'un qui vive à l'écart du brouhaha du monde. Osmonde m'a permis d'aller plus loin, d'élargir le champ des questions, jusqu'à l'ineffable ».
En 2019, il utilise ce pseudonyme pour l'un de ses personnages dans son ouvrage Au-delà des frontières.
Le 3 mars 2016, il est élu membre de l'Académie française au premier tour, au fauteuil occupé précédemment par l'écrivaine franco-algérienne Assia Djebar. Il obtient 15 voix sur 26 votants, devant Arnaud-Aaron Upinsky avec 2 voix et six autres candidats qui ne reçoivent aucun suffrage, cependant que l'on compte 6 bulletins nuls et 3 blancs. ll prononce son discours de réception le 15 décembre 2016 devant l'assemblée de l'Académie dans lequel il retrace les liens historiques, et littéraires de « l'entente franco-russe » et plaide pour une Russie forte. Il reçoit son épée ornée d’argent, d’émeraudes, de diamants et de saphirs conçue par l'entreprise suisse Chopard de la main de l’écrivain Danièle Sallenave. Dominique Fernandez retrace sa carrière. En juin 2024, d'après les notices biographiques des membres de l'Académie, publiées sur son site, Andreï Makine est, paradoxalement puisqu'il n'est pas né Français, le seul académicien titulaire d'un diplôme en rapport avec la linguistique (en philologie romano-germanique).

## Œuvres
- 1990 : La Fille d'un héros de l'Union soviétique, Robert Laffont
- 1992 : Confession d'un porte-drapeau déchu, Belfond
- 1994 : Au temps du fleuve Amour, Félin
- 1995 : Le Testament français, Mercure de France
- 1998 : Le Crime d'Olga Arbélina, Mercure de France
- 2000 : Requiem pour l'Est, Mercure de France
- 2001 : La Musique d'une vie, Seuil
- 2003 : La Terre et le Ciel de Jacques Dorme, Mercure de France
- 2004 : La Femme qui attendait, Seuil
- 2006 : Cette France qu'on oublie d'aimer, Flammarion
- 2006 : L'Amour humain, Seuil
- 2007 : Le Monde selon Gabriel, Rocher
- 2009 : La Vie d'un homme inconnu, Seuil
- 2011 : Le Livre des brèves amours éternelles, Seuil
- 2013 : Une femme aimée, Seuil
- 2014 : Le Pays du lieutenant Schreiber, Grasset
- 2016 : L'Archipel d'une autre vie, Seuil
- 2019 : Au-delà des frontières, Grasset[21]
- 2021 : L'Ami arménien, Grasset
- 2023 : L'Ancien calendrier d'un amour, Grasset
- 2025 : Prisonnier du rêve écarlate, Grasset

Sous le nom de Gabriel Osmonde
- 2001 : Le Voyage d'une femme qui n'avait plus peur de vieillir, Albin Michel
- 2004 : Les 20 000 Femmes de la vie d'un homme, Albin Michel
- 2006 : L'Œuvre de l'amour, Pygmalion
- 2011 : Alternaissance, Pygmalion

## Prix
- 1995 : prix Goncourt, prix Goncourt des lycéens et prix Médicis (ex æquo avec Vassilis Alexakis) pour Le Testament français
- 1998 : prix Eeva Joenpelto pour Le Testament français
- 2000 : grande médaille de la francophonie
- 2001 : grand prix RTL-Lire pour La Musique d'une vie
- 2005 : prix Prince-Pierre-de-Monaco pour l'ensemble de son œuvre
- 2005 : prix Lanterna Magica du meilleur roman adaptable à l’écran pour La Femme qui attendait
- 2013 : prix Casanova pour Une femme aimée
- 2014 : prix mondial Cino-Del-Duca[22]
- 2021 : prix des Romancières pour L'Ami arménien
- 2025 : prix Nice-Baie-des-Anges pour Prisonnier du rêve écarlate

## Décorations
Le 11 juillet 2025, il est nommé au grade de chevalier dans l'ordre national de la Légion d'honneur au titre de « écrivain, membre de l'Académie française ; 38 ans de services ».